# Nagardeole
Nagardeole es una ciudad censal situada en el distrito de Ahmednagar en el estado de Maharashtra (India). Su población es de 18802 habitantes (2011). 

## Demografía
Según el censo de 2011 la población de Nagardeole era de 18802 habitantes, de los cuales 9768 eran hombres y 9034  eran mujeres. Nagardeole tiene una tasa media de alfabetización del 90,08%, superior a la media estatal del 82,34%: la alfabetización masculina es del 94,59%, y la alfabetización femenina del 85,26%.